# Pere Oliver i Domenge
Pere Oliver i Domenge (Ciutat de Mallorca, 1886 - Felanitx, 1968) fou un polític mallorquí. Treballava com a farmacèutic a Felanitx, el 1917 col·laborà al diari La Veu de Mallorca, partidari de l'autonomia de les Illes Balears i de tendència pancatalanista. El 1923 fou un dels fundadors de l'Associació per la Cultura de Mallorca i col·laborà a La Nostra Terra.
Quan es proclamà la Segona República Espanyola fou proclamat alcalde de Felanitx i intervingué en la discussió de l'avantprojecte d'Estatut d'Autonomia de les Illes Balears de 1931. Desencisat, el 1932 participà en l'organització del partit Acció Republicana de Mallorca i el 1934 formà part del consell regional d'Esquerra Republicana Balear. El juny de 1936 signà la Resposta als Catalans. Quan esclatà la guerra civil espanyola i Mallorca fou ocupada per les tropes franquistes, s'havia amagat a Portocolom, d'on va partir en un llaüt cap a Menorca i d'ací a Barcelona, on tengué un paper important en la publicació de Mallorca Nova, i després de la guerra a les Filipines. El seu company Pere Antoni Reus i Bordoy fou acusat de facilitar la seva fugida, i posteriorment executat. La seva farmàcia fou saquejada i la casa confiscada per l'exèrcit rebel. El 1952 tornà de l'exili, però el Col·legi de Farmacèutics no li va deixar reobrir la Farmàcia.

## Obres
- La catalanitat de les Mallorques (1916)
- Joanot Colom i Cifré (1929)